# Pascal de Lima
Pascal de Lima (Parigi, 1972) è un economista francese.

## Biografia
Nato nel 1972, Pascal de Lima ha conseguito un dottorato in economia presso la Sciences-po di Parigi.
Dopo aver lavorato alcuni anni come consulente, ha fondato la propria attività di analisi economica dell'innovazione, chiamata Economic-cell. Nel 2017 diventa in parallelo il capo economista della società di consulenza di Harwell Management.